# Campeche, Chiapas
Campeche är en ort i Mexiko.   Den ligger i kommunen Copainalá och delstaten Chiapas, i den sydöstra delen av landet, 700 km öster om huvudstaden Mexico City. Campeche ligger 635 meter över havet och antalet invånare är 676.
Terrängen runt Campeche är huvudsakligen kuperad, men åt nordost är den bergig. Runt Campeche är det ganska tätbefolkat, med 58 invånare per kvadratkilometer. Närmaste större samhälle är Tecpatán, 6,3 km sydväst om Campeche. I omgivningarna runt Campeche växer huvudsakligen savannskog.